# Силва, Антониу Жозе да
Антониу Жозе да Си́лва, прозванный Иудеем (порт. António José da Silva, O Judeu; 8 мая 1705, Рио-де-Жанейро — 18 октября 1739, Лиссабон) — бразильский и португальский драматург и прозаик, адвокат. Писал на португальском и испанском языках.

## Биография
Из семьи португальских евреев, в начале XVII в. бежавших в Бразилию от инквизиции. Отец — Жуан Мендес да Силва (1656—1736), поэт и адвокат. Они исповедовали свою религию втайне. Однако преследования марранов с 1702 продолжились и в Рио-де-Жанейро. Мать Антониу была в 1712 арестована по обвинению  в возвращении в иудаизм и перевезена в Португалию. Её муж, адвокат и поэт, вместе с детьми последовал за ней. В 1713 виновную помиловали после суда, ограничившегося пыткой.
Антониу учился в иезуитском коллеже, затем обучался праву в Коимбрском университете.
Несмотря на покровительство семье со стороны советника короля, Антониу был в 1726 арестован вместе с матерью. После нескольких недель допросов и пыток он признал на суде в присутствии короля и его придворных, что следует закону Моисея, и осудил свои заблуждения. Был помилован и отпущен, в 1729 освободили и его мать.
Занимался адвокатурой, затем целиком посвятил себя словесности. Его пьесы, представляя собой нечто вроде музыкальных комедий, были в 1730-х годах популярны у португальской и бразильской публики, игрались на частных сценах, исполнялись в кукольных театрах. Сатирическим творчеством он нажил себе в Португалии немало врагов. После смерти могущественного покровителя, графа д’Эрсейры, был в 1737 снова арестован инквизицией по обвинению во вторичном отпадении от католичества вместе с матерью и женой (также еврейкой), приговорён и казнён. Его удавили с помощью гарроты, а тело сожгли на костре. Жена присутствовала при казни и вскоре умерла.

## Произведения
- Жизнь великого Дон-Кихота Ламанчского и толстого Санчо Пансы/ Vida do Grande D. Quichote de La Mancha e do Gordo Sancho Panza (1733)
- Жизнь Эзопа/ Esopaida ou Vida de Esopo (1734)
- Чары Медеи/ Os Encantos de Medeia (1735)
- Амфитрион, или Юпитер и Алкмена/ Anfitrião ou Júpiter e Alcmena(1736)
- Критский лабиринт/ Labirinto de Creta (1736, музыка Антонио Тейшейры)
- Личины Протея/ As Variedades de Proteu (1737, музыка Антонио Тейшейры)
- Войны Алекрима и Манжероны/ Guerras do Alecrim e da Manjerona (1737, музыка Антонио Тейшейры)
- El Prodígio de Amarante (1737, на испанском языке)
- Любовь, побежденная Любовью/ Amor Vencido de Amor (пост. 1737)
- Влюбленные из Эскабече/ Os Amantes de Escabeche (пост. 1737)
- Падение Фаэтона/ Precipício de Faetonte (1738)

## Посмертная судьба
Да Силве был посвящён роман Каштелу Бранку Иудей (1866). В 1966 роман о драматурге с тем же названием опубликовал португальский писатель Бернарду Сантарену. Биография да Силвы стала материалом для кинофильма (1996), заглавную роль в нём сыграл Филипи Пиньейра (см.: , премия на фестивале бразильского кино в Бразилиа за лучший фильм). В 2000-х годах возник даже своеобразный бум переводов да Силвы на английский, французский, испанский и другие языки (см.: ). Его пьесы с успехом идут в Португалии (в постановке Луиша Мигеля Синтры), Франции (в постановке Антуана Витеза) и др. странах.

## Публикации на русском языке
- [Фрагменты пьес]// Испанские и португальские поэты, жертвы инквизиции. Стихотворения, сцены из комедий, хроники, описания аутодафэ, протоколы, обвинительные акты, приговоры / Собрал, пер., снабдил статьями, биографиями и примеч. В. Парнах. М.—Л.: Academia, 1934